# Залізняк (річка)
Залізняка — річка в Україні у Краснопільській селищній та Верхньосироватській сільській громадах Сумського району Сумської області. Права притока річки Сироватки (басейн Дніпра).

## Опис
Довжина річки приблизно 5,68 км, найкоротша відстань між витоком і гирлом — 4,76 км, коефіцієнт звивистості річки — 1,19. Формується декількома струмками та загатами. На деяких ділянках річка пересихає.

## Розташування
Бере початок на південно-західній стороні від села Марченки. Тече переважно на південний захід через село Залізняк і впадає в річку Сироватку, ліву притоку річки Псел біля залізничної станції "Залізняк".

## Притоки
- Яр Захарівський - впадає північніше села Залізняк
- Яр Крамаров - впадає на північній околиці села Залізняк

## Цікаві факти
- У XX столітті річці існували газгольдер та декілька газових свердловин[2].